# Kungsäter
Kungsäter är en tätort i Varbergs kommun och kyrkbyn i Kungsäters socken i Västergötland, Marks härad och Hallands län invid sjöarna Fävren och Oklången.

## Befolkningsutveckling
| Befolkningsutvecklingen i Kungsäter 1965–2020 | Befolkningsutvecklingen i Kungsäter 1965–2020 | Befolkningsutvecklingen i Kungsäter 1965–2020 | Befolkningsutvecklingen i Kungsäter 1965–2020 | Befolkningsutvecklingen i Kungsäter 1965–2020 |
| --------------------------------------------- | --------------------------------------------- | --------------------------------------------- | --------------------------------------------- | --------------------------------------------- |
|                                               |                                               |                                               |                                               |                                               |
| År                                            |                                               |                                               | Folkmängd                                     | Areal (ha)                                    |
| 1965                                          | 1965                                          |                                               | 315                                           |                                               |
| 1970                                          | 1970                                          |                                               | 358                                           |                                               |
| 1975                                          | 1975                                          |                                               | 322                                           |                                               |
| 1980                                          | 1980                                          |                                               | 322                                           |                                               |
| 1990                                          | 1990                                          |                                               | 358                                           | 67                                            |
| 1995                                          | 1995                                          |                                               | 405                                           | 70                                            |
| 2000                                          | 2000                                          |                                               | 359                                           | 70                                            |
| 2005                                          | 2005                                          |                                               | 360                                           | 72                                            |
| 2010                                          | 2010                                          |                                               | 353                                           | 72                                            |
| 2015                                          | 2015                                          |                                               | 361                                           | 95                                            |
| 2020                                          | 2020                                          |                                               | 408                                           | 98                                            |
| Anm.: Ny tätort 1965                          |                                               |                                               |                                               |                                               |

## Samhället
Kungsäters kyrka är en rundkyrka (centralkyrka) och tillhör ortens sevärdheter.
I Kungsäter ligger även dansbanan Solbacken med utsikt över Fävren, byggd 1939. Här har bl.a. Snoddas (1953), Sven-Ingvars (1964), Lars Berghagen (1976) och Björn Skifs (1976) spelat. Publikrekordet var under Sven-Ingvars uppträdande 1964 med över 3 000 betalande.

Kungsäter knyts med kollektivtrafik till närliggande orter och Varberg med Hallandstrafikens busslinjer 661 och 664. 

## Näringsliv
I Kungsäter låg en matvarubutik, med tillhörande pizzeria, från matvarukedjan Nära dig. Elektronikbutiken Kungsäter El är öppen i orten. I Kungsäter finns även en dörrfabrik och en nerlagd kökstillverkningsfabrik vid namn Kungsäter kök som gick i konkurs år 2009 på grund av ekonomiska svårigheter. 

## Idrott
Sedan 2000 har ortens idrottsförening samverkat med Karl Gustavs BK under namnet Karl Gustavs BK/Kungsäters IF. Den 8 december 2005 gav hovet sin tillåtelse till en länge önskad namnändring. Klubben, som under tre år avancerat från div VII till div IV Halland, spelar 2006 under namnet Kung Karl Bollklubb. Säsongerna 2008-2010 har klubben spelat i div V Norra 

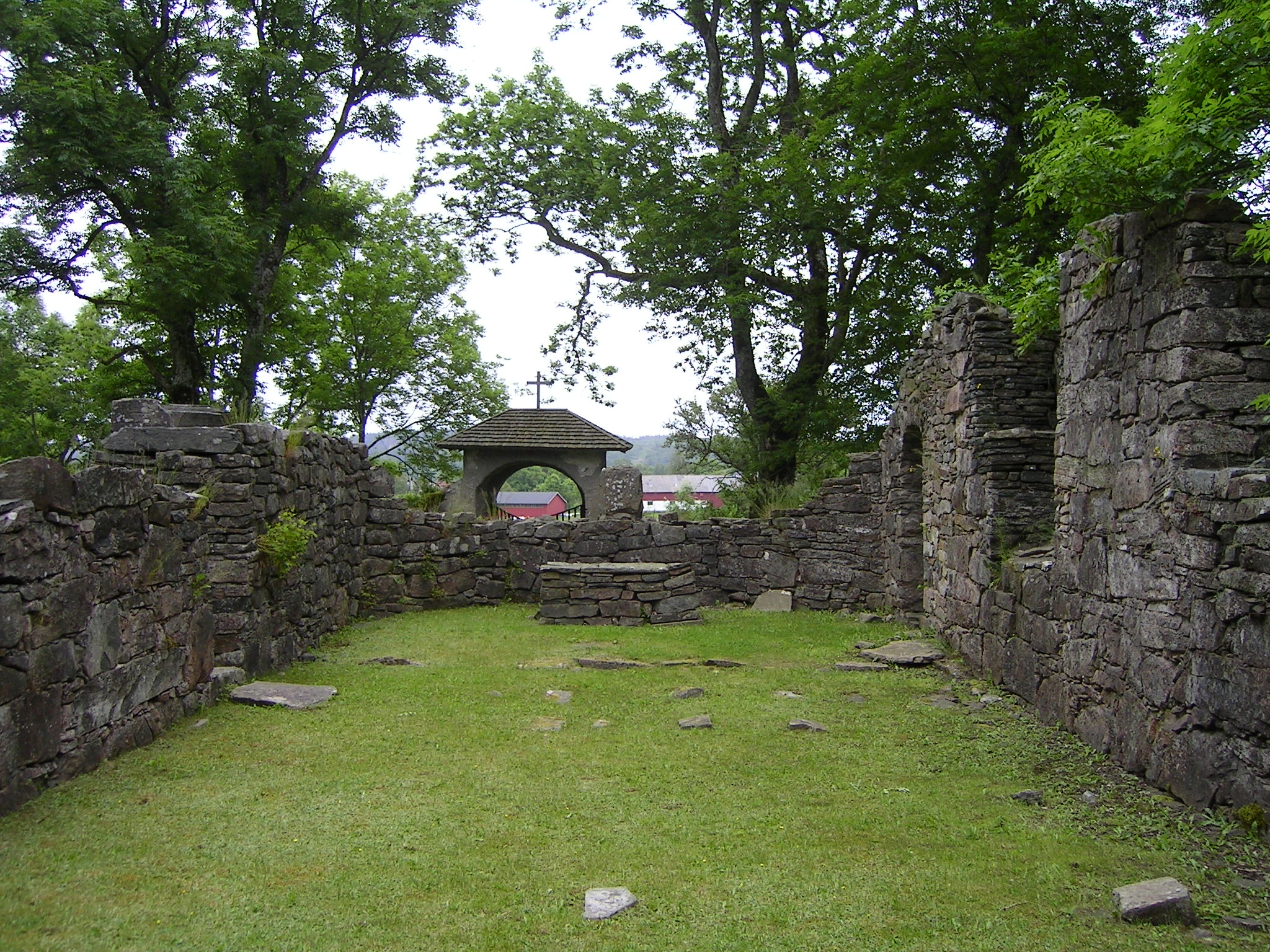
Kungsäters kyrkoruin